# Jurgen van den Broeck
Jurgen van den Broeck (Herentals, 1 de febrero de 1983) es un ciclista belga que fue profesional desde 2004 hasta 2017.

## Biografía
Campeón del mundo júnior contrrareloj en 2001 en Portugal Jurgen Van Den Broeck comenzó su carrera profesional en 2003 con el filial del Quick Step donde consiguió buenos puestos en carreras menores de un día tanto profesionales (1.º en la Zellik-Galmaarden y 2.ª en la G. P. Istria 1-Umag y en la G. P. Krka) así como en las amateurs (1.º en la Clásica Memorial Txuma). Ya en el 2004 fue fichado por el equipo de máxima categoría del US Postal pudiendo correr carreras de mayor nivel.
Después de quedar quinto en el Redlands Bicycle Classic, participó en la Flecha Valona y mostrándose ofensivo, atacando junto con Jérôme Pineau y Alessandro Bertolini a 60 km de la llegada. El mes siguiente, terminó sexto en la Vuelta a Bélgica.
En 2005, se distinguió en agosto, consiguiendo el octavo lugar en el Eneco Tour y después en la Vuelta a Alemania en la que fue segundo de la sexta etapa ganada por Maxim Iglinskiy, al entrar en un grupo de escapados.

En junio de 2006, firmó un contrato de dos años con el equipo Predictor Lotto, el cual dejó el equipo Discovery Channel para enrolarse en el equipo belga en 2007, en compañía de Leif Hoste. Durante la temporada 2007, estuvo de nuevo entre los mejores del Eneco Tour (10.º) y participa en su primera Gran Vuelta, el Giro de Italia. También termina sexto en la Vuelta a Dinamarca de ese año.

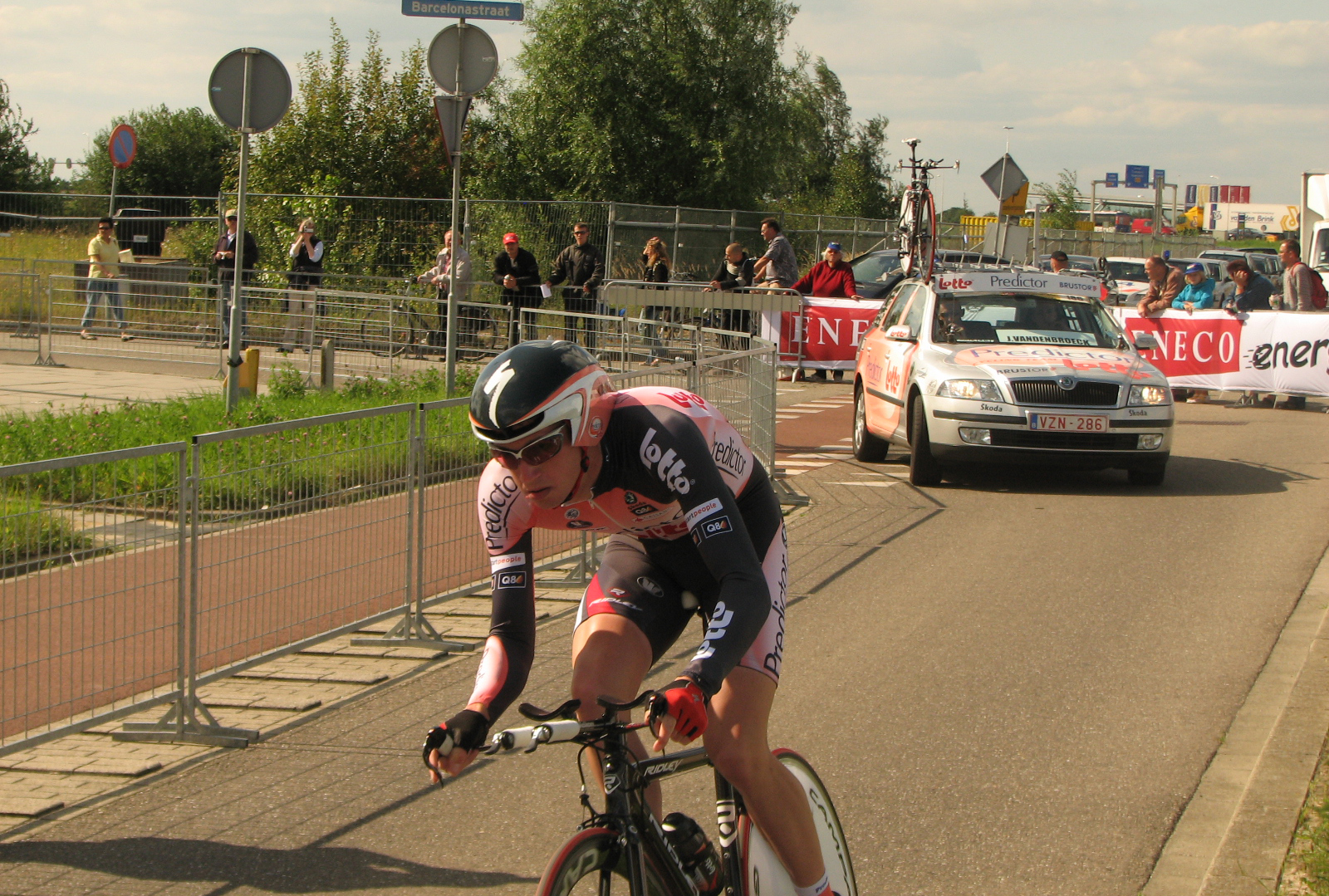
J.Van Den Broeck en el Eneco Tour de 2007

En 2008, destacó en el Giro de Italia después de haber preparado específicamente esta prueba y haber perdido seis kilos. Ocupó el séptimo lugar en la clasificación final y fue el segundo mejor joven sólo superado por Riccardo Riccò. Ningún ciclista belga había terminado entre los diez primeros del Giro de Italia desde el noveno lugar de Rik Verbrugghe en el Giro de Italia 2002.

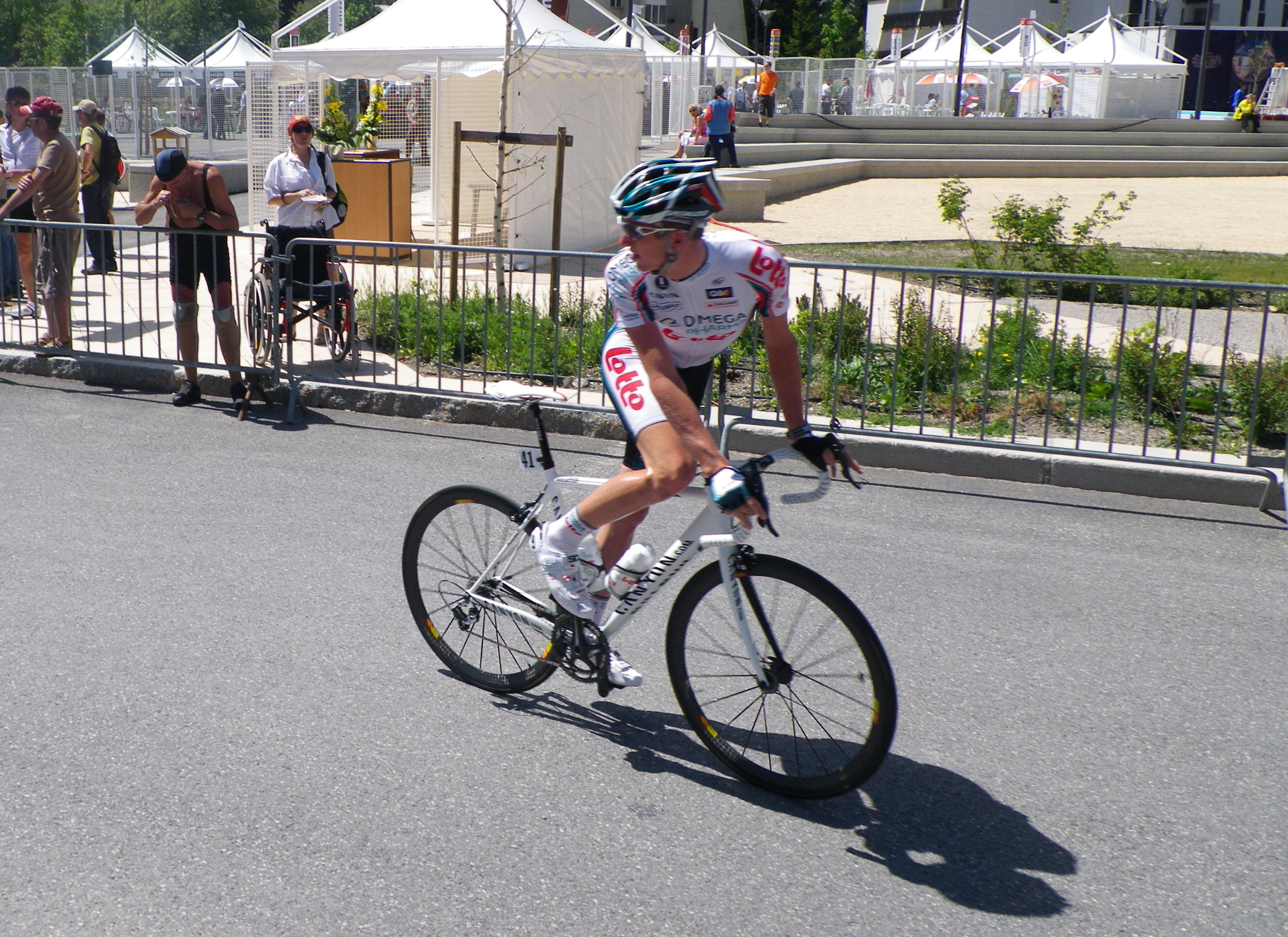
Van den Broeck, en la Dauphiné Libéré de 2010.

En 2009, en el Tour de Francia, finalizó 14.º en la clasificación general, a pesar de que una caída en la contrarreloj por equipos le había obligado a terminar la etapa en solitario pero se resarció atacando en repetidas ocasiones en las montañas. Fue la mejor clasificación de un belga desde que Kurt Van de Wouwer terminara undécimo en 1999. Al año siguiente mejoró con creces dicho puesto siendo 5.º (3.º tras las sanciones a Alberto Contador y Denís Menshov).
Luego de permanecer 9 años en la estructura del Lotto, el 12 de septiembre de 2015 el equipo ruso Katusha confirmó su fichaje para la temporada 2016.

## Palmarés
2003
- Zellik-Galmaarden
- Clásica Memorial Txuma
- 1 etapa del Triptyque des Monts et Châteaux

2007
- 3.º en el Campeonato de Bélgica Contrarreloj

2010
- 3.º en el Tour de Francia

2011
- 1 etapa del Critérium del Dauphiné

2015
- Campeonato de Bélgica Contrarreloj

## Resultados en Grandes Vueltas y Campeonatos del Mundo
| Carrera              | Carrera              | 2004 | 2005 | 2006 | 2007 | 2008  | 2009 | 2010  | 2011  | 2012  | 2013 | 2014 | 2015 | 2016 | 2017 |
| -------------------- | -------------------- | ---- | ---- | ---- | ---- | ----- | ---- | ----- | ----- | ----- | ---- | ---- | ---- | ---- | ---- |
|                      | Giro de Italia       | —    | —    | —    | 74.º | '7.º' | —    | —     | —     | —     | —    | —    | 12.º | —    | 91.º |
|                      | Tour de Francia      | —    | —    | —    | —    | —     | 13.º | '3.º' | Ab.   | '4.º' | Ab.  | 13.º | —    | Ab.  | —    |
|                      | Vuelta a España      | —    | —    | —    | —    | —     | —    | —     | '8.º' | Ab.   | —    | Ab.  | Ab.  | —    | —    |
| Mundial Contrarreloj | Mundial Contrarreloj | —    | —    | —    | 23.º | —     | —    | —     | —     | —     | —    | —    | 18.º | —    | —    |

—: no participa

Ab.: abandono